# 리젠시 엔터프라이즈
리젠시 엔터프라이즈(영어: Regency Enterprises)는 1982년에 만들어진 Embassy International Pictures의 전신으로 1991년에 Regency International Pictures 라는 이름으로 설립된 미국의 영화 & TV 프로그램을 제작하는 엔터테인먼트 회사이다.

## 주요 작품 목록
| 연도 | 제목                                     | 레이블                         | 배급사                                                            |
| ---- | ---------------------------------------- | ------------------------------ | ----------------------------------------------------------------- |
| 1989 | 캠퍼스 괴물 소동                         | Regency International Pictures | Vestron Pictures                                                  |
| 1990 | 사랑과 슬픔의 맨하탄                     | Regency International Pictures | 트라이스타 픽처스                                                 |
| 1991 | JFK                                      | Regency Enterprises            | 워너 브라더스                                                     |
| 1992 | 맘보 킹                                  | Regency Enterprises            | 워너 브라더스                                                     |
| 1992 | 투명 인간의 사랑                         | Regency Enterprises            | 워너 브라더스                                                     |
| 1992 | 파워 오브 원                             | Regency Enterprises            | 워너 브라더스                                                     |
| 1992 | 터틀 비치                                | Regency Enterprises            | 워너 브라더스                                                     |
| 1992 | 언더 씨즈                                | Regency Enterprises            | 워너 브라더스                                                     |
| 1993 | 써머스비                                 | Regency Enterprises            | 워너 브라더스                                                     |
| 1993 | 폴링 다운                                | Regency Enterprises            | 워너 브라더스                                                     |
| 1993 | 메이드 인 아프리카                       | Regency Enterprises            | 워너 브라더스                                                     |
| 1993 | 프리 윌리                                | Regency Enterprises            | 워너 브라더스                                                     |
| 1993 | 사랑과 우정                              | Regency Enterprises            | 워너 브라더스                                                     |
| 1993 | 호두까기 인형                            | Regency Enterprises            | 워너 브라더스                                                     |
| 1993 | 하늘과 땅                                | Regency Enterprises            | 워너 브라더스                                                     |
| 1993 | 5번가의 폴 포이티어                      | Regency Enterprises            | 워너 브라더스                                                     |
| 1994 | 의뢰인                                   | Regency Enterprises            | 워너 브라더스                                                     |
| 1994 | 올리버 스톤의 킬러                       | Regency Enterprises            | 워너 브라더스                                                     |
| 1994 | 뉴에이지                                 | Regency Enterprises            | 워너 브라더스                                                     |
| 1994 | 세컨드 베스트                            | Regency Enterprises            | 워너 브라더스                                                     |
| 1994 | 메이저리그의 전설 타이콥                 | Regency Enterprises            | 워너 브라더스                                                     |
| 1995 | 보이즈 온 더 사이드                      | Regency Enterprises            | 워너 브라더스                                                     |
| 1995 | 언더 씨즈 2                              | Regency Enterprises            | 워너 브라더스                                                     |
| 1995 | 프리 윌리 2                              | Regency Enterprises            | 워너 브라더스                                                     |
| 1995 | 엠파이어 레코드                          | Regency Enterprises            | 워너 브라더스                                                     |
| 1995 | 카피캣                                   | Regency Enterprises            | 워너 브라더스                                                     |
| 1995 | 히트                                     | Regency Enterprises            | 워너 브라더스                                                     |
| 1996 | 타임 투 킬                               | Regency Enterprises            | 워너 브라더스                                                     |
| 1996 | 틴 컵                                    | Regency Enterprises            | 워너 브라더스                                                     |
| 1996 | 카풀                                     | Regency Enterprises            | 워너 브라더스                                                     |
| 1996 | 보거스                                   | Regency Enterprises            | 워너 브라더스                                                     |
| 1996 | 타슌가                                   | Regency Enterprises            | 워너 브라더스                                                     |
| 1996 | 선체이서                                 | Regency Enterprises            | 워너 브라더스                                                     |
| 1997 | 머더 1600                                | Regency Enterprises            | 워너 브라더스                                                     |
| 1997 | 프리 윌리 3                              | Regency Enterprises            | 워너 브라더스                                                     |
| 1997 | L.A. 컨피덴셜                            | Regency Enterprises            | 워너 브라더스                                                     |
| 1997 | 브레이킹 업                              | Regency Enterprises            | 워너 브라더스                                                     |
| 1997 | 데블스 에드버킷                          | Regency Enterprises            | 워너 브라더스                                                     |
| 1997 | 못말리는 첩보원                          | Regency Enterprises            | 워너 브라더스                                                     |
| 1998 | 베로니카: 사랑의 전설                    | Regency Enterprises            | 워너 브라더스                                                     |
| 1998 | 시티 오브 엔젤                           | Regency Enterprises            | 워너 브라더스                                                     |
| 1998 | 네고시에이터                             | Regency Enterprises            | 워너 브라더스                                                     |
| 1998 | 굿바이 러버                              | Regency Enterprises            | 워너 브라더스                                                     |
| 1999 | 러브 이즈 매직                           | Regency Enterprises            | 20세기 폭스                                                       |
| 1999 | 에어 콘트롤                              | Regency Enterprises            | 20세기 폭스                                                       |
| 1999 | 엔트랩먼트                               | Regency Enterprises            | 20세기 폭스                                                       |
| 1999 | 파이트 클럽                              | Regency Enterprises            | 20세기 폭스                                                       |
| 1999 | 한여름 밤의 꿈                           | Regency Enterprises            | 폭스 서치라이트 픽처스                                            |
| 2000 | 빅 마마 하우스                           | Regency Enterprises            | 20세기 폭스                                                       |
| 2000 | 일곱가지 유혹                            | Regency Enterprises            | 20세기 폭스                                                       |
| 2000 | 타이거랜드                               | Regency Enterprises            | 20세기 폭스                                                       |
| 2001 | 흑기사 중세로 가다                       | Regency Enterprises            | 20세기 폭스                                                       |
| 2001 | 돈 세이 워드                             | Regency Enterprises            | 20세기 폭스                                                       |
| 2001 | 프레디 갓 핑거드                         | Regency Enterprises            | 20세기 폭스                                                       |
| 2002 | 하이 크라임                              | Regency Enterprises            | 20세기 폭스                                                       |
| 2002 | 어느날 그녀에게 생긴 일                  | Regency Enterprises            | 20세기 폭스                                                       |
| 2002 | 언페이스풀                               | Regency Enterprises            | 20세기 폭스                                                       |
| 2003 | 데어데블                                 | Regency Enterprises            | 20세기 폭스                                                       |
| 2003 | 다운 위드 러브                           | Regency Enterprises            | 20세기 폭스                                                       |
| 2003 | 런어웨이                                 | Regency Enterprises            | 20세기 폭스                                                       |
| 2003 | 데드 캠프                                | Regency Enterprises            | 20세기 폭스                                                       |
| 2004 | 대통령의 딸                              | Regency Enterprises            | 20세기 폭스                                                       |
| 2004 | 내겐 너무 아찔한 그녀                    | Regency Enterprises            | 20세기 폭스                                                       |
| 2004 | 맨 온 파이어                             | Regency Enterprises            | 20세기 폭스                                                       |
| 2005 | 일렉트라                                 | Regency Enterprises            | 20세기 폭스                                                       |
| 2005 | 게스 후?                                 | Regency Enterprises            | 20세기 폭스 (International) 콜럼비아 픽처스 (North America)       |
| 2005 | 미스터 & 미세스 스미스                   | Regency Enterprises            | 20세기 폭스                                                       |
| 2005 | 리틀 맨하탄                              | Regency Enterprises            | 20세기 폭스                                                       |
| 2006 | 빅 마마 하우스 2: 근무중 이상무          | Regency Enterprises            | 20세기 폭스                                                       |
| 2006 | 데이트 영화                              | Regency Enterprises            | 20세기 폭스                                                       |
| 2006 | 센티넬                                   | Regency Enterprises            | 20세기 폭스                                                       |
| 2006 | 행운을 돌려줘                            | Regency Enterprises            | 20세기 폭스                                                       |
| 2006 | 겁나는 여친의 완벽한 비밀                | Regency Enterprises            | 20세기 폭스                                                       |
| 2006 | 천년을 흐르는 사랑                       | Regency Enterprises            | 20세기 폭스 (International) 워너 브라더스 (North America)         |
| 2006 | 내 생애 가장 징글징글한 크리스마스       | Regency Enterprises            | 20세기 폭스                                                       |
| 2007 | 앨빈과 슈퍼밴드                          | Regency Enterprises            | 20세기 폭스                                                       |
| 2007 | 에픽 무비                                | Regency Enterprises            | 20세기 폭스                                                       |
| 2007 | 파이어하우스 독                          | Regency Enterprises            | 20세기 폭스                                                       |
| 2008 | 점퍼                                     | Regency Enterprises            | 20세기 폭스                                                       |
| 2008 | 말리와 나                                | Regency Enterprises            | 20세기 폭스                                                       |
| 2008 | 미트 데이브                              | Regency Enterprises            | 20세기 폭스                                                       |
| 2008 | 미트 더 스파르탄                         | Regency Enterprises            | 20세기 폭스                                                       |
| 2008 | 미러                                     | Regency Enterprises            | 20세기 폭스                                                       |
| 2008 | 셔터 인 도쿄                             | Regency Enterprises            | 20세기 폭스                                                       |
| 2008 | 스트리트 킹                              | Regency Enterprises            | 폭스 서치라이트 픽처스                                            |
| 2008 | 라스베가스에서만 생길 수 있는 일         | Regency Enterprises            | 20세기 폭스                                                       |
| 2009 | 신부들의 전쟁                            | Regency Enterprises            | 20세기 폭스                                                       |
| 2009 | 다락방의 외계인                          | Regency Enterprises            | 20세기 폭스                                                       |
| 2009 | 판타스틱 Mr. 폭스                        | Regency Enterprises            | 20세기 폭스                                                       |
| 2009 | 앨빈과 슈퍼밴드 2                        | Regency Enterprises            | 20세기 폭스                                                       |
| 2010 | 마마듀크                                 | Regency Enterprises            | 20세기 폭스                                                       |
| 2010 | 나잇 & 데이                              | Regency Enterprises            | 20세기 폭스                                                       |
| 2010 | 뱀파이어 써커                            | Regency Enterprises            | 20세기 폭스                                                       |
| 2010 | 러브 & 드럭스                            | Regency Enterprises            | 20세기 폭스                                                       |
| 2011 | 빅 마마 하우스 3: 라이크 파더, 라이크 선 | Regency Enterprises            | 20세기 폭스                                                       |
| 2011 | 몬테 카를로                              | Regency Enterprises            | 20세기 폭스                                                       |
| 2011 | 당신은 몇번째인가요?                     | Regency Enterprises            | 20세기 폭스                                                       |
| 2011 | 인 타임                                  | Regency Enterprises            | 20세기 폭스                                                       |
| 2011 | 다크 아워                                | Regency Enterprises            | 20세기 폭스                                                       |
| 2011 | 앨빈과 슈퍼밴드 3                        | Regency Enterprises            | 20세기 폭스                                                       |
| 2013 | 브로큰 시티                              | Regency Enterprises            | 20세기 폭스                                                       |
| 2013 | 인턴십                                   | Regency Enterprises            | 20세기 폭스                                                       |
| 2013 | 히든카드                                 | Regency Enterprises            | 20세기 폭스                                                       |
| 2013 | 노예 12년                                | Regency Enterprises            | 폭스 서치라이트 픽처스                                            |
| 2014 | 노아                                     | Regency Enterprises            | 파라마운트 픽쳐스                                                 |
| 2014 | 캔디 케인 3                              | Regency Enterprises            | 20세기 폭스                                                       |
| 2014 | 나를 찾아줘                              | Regency Enterprises            | 20세기 폭스                                                       |
| 2014 | 버드맨                                   | Regency Enterprises            | 폭스 서치라이트 픽처스                                            |
| 2014 | 데드 캠프 6                              | Regency Enterprises            | 20세기 폭스                                                       |
| 2015 | 언피니시드 비즈니스                      | Regency Enterprises            | 20세기 폭스                                                       |
| 2015 | 트루 스토리                              | Regency Enterprises            | 20세기 폭스                                                       |
| 2015 | 알로하                                   | Regency Enterprises            | 20세기 폭스 (International) 콜럼비아 픽처스 (North America)       |
| 2015 | 빅쇼트                                   | Regency Enterprises            | 파라마운트 픽쳐스                                                 |
| 2015 | 앨빈과 슈퍼밴드: 악동 어드벤처           | Regency Enterprises            | 20세기 폭스                                                       |
| 2015 | 레버넌트: 죽음에서 돌아온 자             | Regency Enterprises            | 20세기 폭스                                                       |
| 2016 | 그 규칙은 당신에게 적용되지 않아요       | Regency Enterprises            | 20세기 폭스                                                       |
| 2016 | 어쌔신 크리드                            | Regency Enterprises            | 20세기 폭스                                                       |
| 2017 | 더 큐어                                  | Regency Enterprises            | 20세기 폭스                                                       |
| 2018 | 언세인                                   | Regency Enterprises            | 20세기 폭스 (International) Fingerprint Releasing (North America) |
| 2018 | 보헤미안 랩소디                          | Regency Enterprises            | 20세기 폭스                                                       |
| 2018 | 거미줄에 걸린 소녀                       | Regency Enterprises            | 콜럼비아 픽처스                                                   |
| 2018 | 위도우즈                                 | Regency Enterprises            | 20세기 폭스                                                       |
| 2019 | 구아바 아일랜드                          | Regency Enterprises            | Amazon Studios                                                    |
| 2019 | 애드 아스트라                            | Regency Enterprises            | 20세기 폭스                                                       |
| 2019 | 더 라이트하우스                          | Regency Enterprises            | 유니버설 픽처스                                                   |
| 2019 | 작은 아씨들                              | Regency Enterprises            | 콜럼비아 픽처스                                                   |

## 같이 보기
- 20세기 폭스
- 워너 브라더스